# Deneuvre

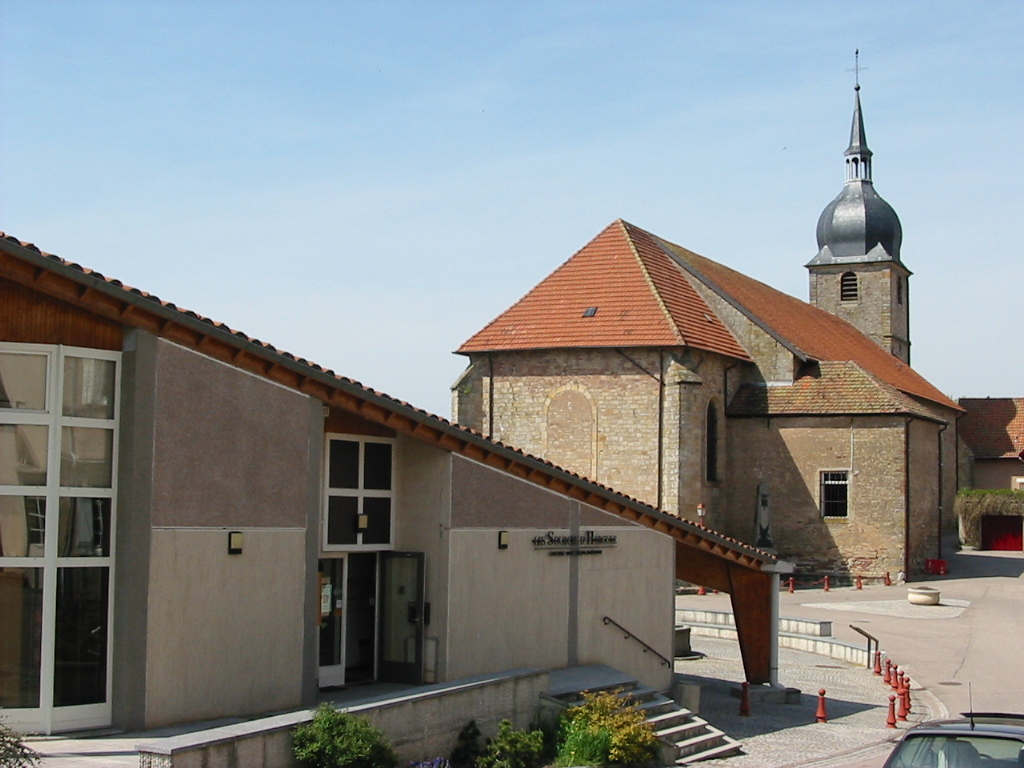
Muzeum i kościół w Deneuvre (2006)

Deneuvre – miejscowość i gmina we Francji, w regionie Grand Est, w departamencie Meurthe i Mozela.
Według danych na rok 1990 gminę zamieszkiwało 509 osób, a gęstość zaludnienia wynosiła 52 osób/km² (wśród 2335 gmin Lotaryngii Deneuvre plasuje się na 587. miejscu pod względem liczby ludności, natomiast pod względem powierzchni na miejscu 615.).

## Populacja

Populacja Deneuvre w latach 1962–2008